# Lutfi Mammadbeyov
Lutfi Shahbaz oglu Mammadbeyov (en azerí: Lütfi Şahbaz oğlu Məmmədbəyov; Agdash, 6 de febrero de 1927 - Bakú, 1 de febrero de 2004) fue un actor, guionista y productor de cine de Azerbaiyán, galardonado con el título "Artista del pueblo de la República de Azerbaiyán" en 1991.

## Biografía
Lutfi Mammadbeyov nació el 6 de febrero de 1927 en la ciudad de Agdash. Entre 1943 y 1947 estudió en el colegio técnico. En 1966 se graduó de la Universidad Estatal de Cultura y Arte de Azerbaiyán.
Lutfi Mammadbeyov trabajó por un tiempo en el Teatro de Música Estatal Académico de Azerbaiyán después de acabar sus estudios en la escuela técnica en 1947. Sin embargo, a finales de los años 40, el teatro se cerró temporalmente. Por esta razón, el actor se unió al grupo del Teatro Estatal de Espectadores Jóvenes de Azerbaiyán.
El actor fue invitado al Teatro Académico Estatal de Drama de Azerbaiyán en 1961 y trabajó en este teatro hasta el final de su vida. Lutfi Mammadbeyov fue director de más de 60 programas de televisión, como "Oculista", "Después de la lluvia", "Sin tú". Actuó en películas como "Bakhtiyar", "Leyli y Majnun", "La bata mágica". También fue el primer director que realizó series de televisión en Azerbaiyán.
Lutfi Mammadbeyov falleció el 1 de febrero de 2004 en la ciudad de Bakú.

## Premios y títulos
- Artista de Honor de la RSS de Azerbaiyán (1974)
- Artista del pueblo de la República de Azerbaiyán (1991)[4]
- Orden Shohrat (1997)[5]
- Jubilado personal del Presidente de la República de Azerbaiyán (2002)[6]